# Марков, Филипп Савельевич
Филипп Савельевич Марков (23 октября 1898, Павлоградский уезд, Екатеринославская губерния — 1956, Москва) — советский военачальник, контр-адмирал (18 апреля 1943 года).

## Биография
Родился в слободе Вознесенская, ныне её территория в черте города Запорожье, Екатеринославская губерния.
В 1915 году окончил школу юнг, а в 1916 году минную школу в городе Севастополь.
В Красной гвардии с ноября 1917 года, матрос-боец Черноморского флота (ЧФ), участвовал в подавлении Корниловского мятежа в Курской губернии.
С февраля 1918 года — матрос-электрик эсминца «Громкий» Черноморского флота, участвовал в подавлении офицерского восстания в Крыму и затоплении кораблей ЧФ.
С апреля 1918 года принимает участие в боях в составе Волжско-Каспийской военной флотилии в качестве: председателя судового комитета на форт-барже «Сережа», с ноября 1918 года — матроса-электрика: вооруженного парохода «Красное Знамя», с августа 1919 года канонерской лодки «Красное Знамя», с октября 1920 года эсминца «Поражающий». С 1919 года член ВКП(б).
С октября 1922 года вновь переводится на МСЧМ, где занимает должности: секретарь партбюро Главвоенпорта и отряда траления города Севастополь, с декабря 1923 года — начальник партотдела Политуправления ЧФ, с августа 1924 года — комиссар дивизиона канонерских лодок.
С октября 1926 года — слушатель Военно-морской академии им. К. Е. Ворошилова.
После окончания академии в январе 1931 года проходит службу на Черноморском флоте: помощником командира, старшим помощником командира и командиром крейсера «Профинтерн».
В августе 1937 года капитан 2-го ранга Марков арестован.
В июне 1938 года освобождён и восстановлен на службе в ВМФ ВС Союза ССР. В июле 1938 года назначен командиром лидера эскадренных миноносцев «Харьков» ЧФ.
С августа 1939 года назначен командиром крейсера «Ворошилов» ЧФ, на этой должности встретил Великую Отечественную войну, принимал участие в обороне Одессы и Севастополя.
С марта 1943 года — командир бригады крейсеров ЧФ.
С апреля 1944 года — начальник штаба эскадры кораблей ЧФ.
C февраля 1945 года — командир Потийской ВМБ ЧФ.
С октября 1947 года — в распоряжении управления кадров ВМС.
С января 1948 года — командующий ОУК 4-го ВМФ, в январе 1949 года снят с должности, исключён из партии.
С февраля 1949 года командир крейсера «Фрунзе». С ноября 1949 года в запасе Вооружённых Сил Союза ССР. В 1953 году восстановлен в рядах КПСС.

## Награды
- орден Ленина (21.02.1945)
- четыре ордена Красного Знамени (1942, 19.07.1944, 03.11.1944, 1948)
- орден Ушакова II степени № 335 (25.12.1944)
- Медали СССР в том числе:
  - «За оборону Одессы»
  - «За оборону Севастополя»
  - «За оборону Кавказа»
  - «За победу над Германией в Великой Отечественной войне 1941—1945 гг.»